# Mego (etichetta discografica)
La Mego era un'etichetta discografica indipendente austriaca con sede a Vienna e specializzata in musica elettronica e sperimentale.

## Storia
La Mego fu fondata da Peter "Pita" Rehberg, Ramon Bauer, Andreas Pieper e Peter Meininger nel 1994. La prima uscita della Mego fu Fridge Trax EP (1995), un EP di discreto successo che fu composto utilizzando i sample di frigoriferi in funzione. In seguito fu pubblicato Die Mondlandung (1995), un'altra pubblicazione fortunata che presenta i campionamenti del primo allunaggio del 1969. Nel 1999 l'etichetta fu premiata in occasione del Prix Ars Electronica nella categoria "Digital Music". Nel 2003, la rivista The Wire definì la Mego una delle più importanti etichette discografiche elettroniche dell'ultimo decennio. Fra gli artisti che hanno inciso per la Mego vi sono Christian Fennesz, Merzbow, Jim O'Rourke, Radian, Stephen O’Malley e Kim Cascone. La Mego fu chiusa nel giugno del 2005 e, durante l'anno seguente, Peter Rehberg inaugurò la Editions Mego.